# Heinrich Hiller (Maler)
Heinrich Hiller (* 1846 in Berlin; † 1912 ebenda) war ein deutscher Landschafts- und Marinemaler des 19. Jahrhunderts.

## Leben
Hiller zeigte seine Werke von 1866 bis 1883 in den Berliner Akademie-Ausstellungen, 1880 in der Dresdner Akademie-Ausstellung, 1882 in der Hannoverischen Kunst-Ausstellung sowie 1894 in der Lübecker Kunst-Ausstellung. Vermutlich unternahm er zwischen 1874 und 1878 eine Studienreise nach England, da er 1878 unter anderem Bildnisse von The Needles vor der Isle of Wight und aus dem Hafen von Dublin in Berlin ausstellte. Andere seiner Werke entstanden in Swinemünde, Ostende, Helsingør, Rotterdam, Prag, Venedig oder Rom. Nach seinem Tod wurden einige der Gemälde versteigert, darunter Der Marktplatz in Amalfi und Blick auf das Schloss Kronborg bei Helsingör.

## Werke (Auswahl)
- Westfälische Landschaft 1866

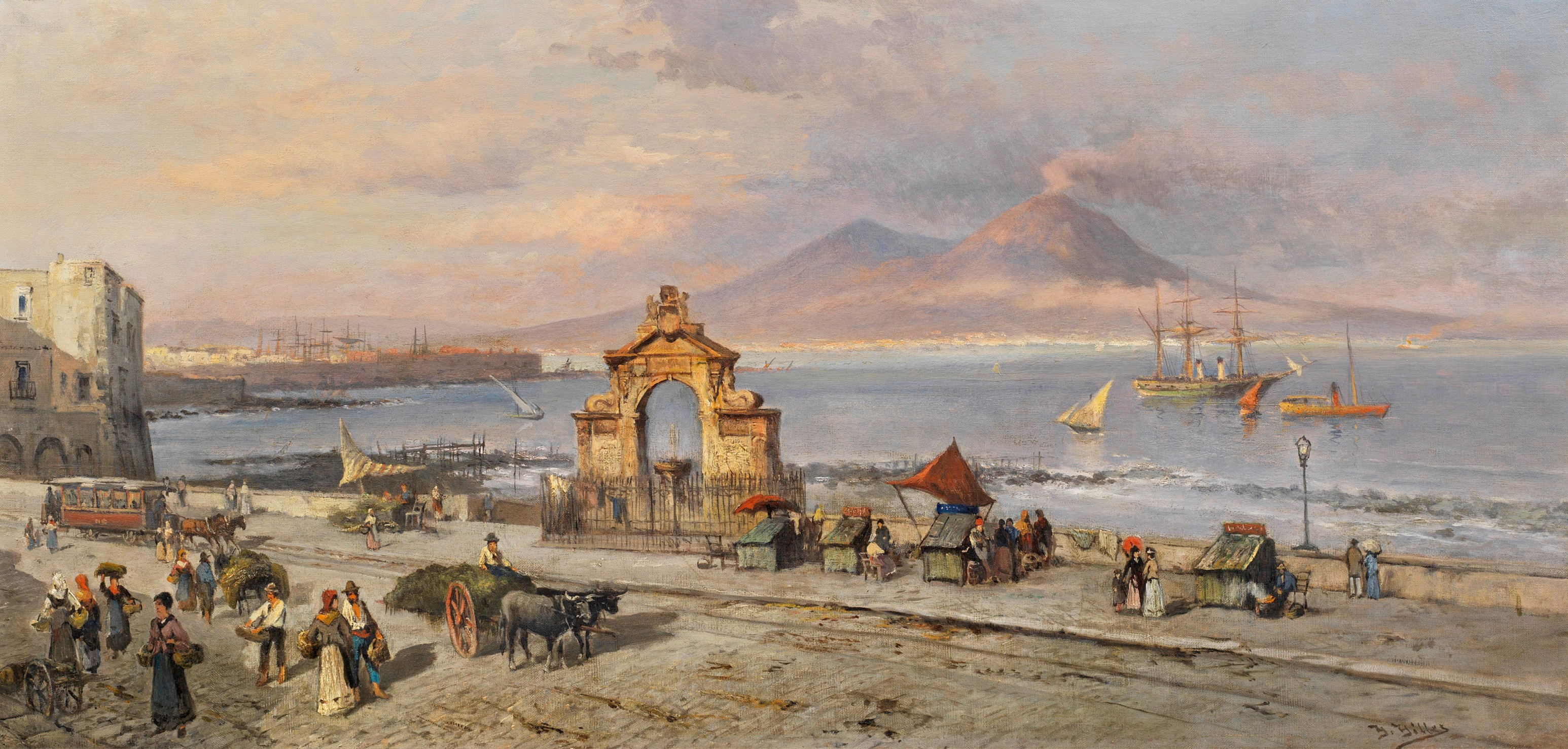
Blick auf die Bucht von Neapel mit Vesuv

- Prag: Markttag auf dem Altstädter Ring 1866
- Bei Achenkirchen, Regen und Sonnenschein 1872
- Rheinifer bei Koblenz 1874
- Winterlandschaft bei Blankenburg in der Mark 1880
- Strand bei Swinemünde 1881.
- Die Alte Liebe bei Cuxhaven 1882[2] (Alte Liebe)
- Schloss Kronborg 1882 (Hannover)
- Insel Wyk und An der Ostsee 1891
- Blick auf den Golf von Neapel mit dem Vesuv im Hintergrund 1891